# Niklas Sundblad
Niklas Sundblad (Stoccolma, 3 gennaio 1973) è un allenatore di hockey su ghiaccio ed ex hockeista su ghiaccio svedese, di ruolo attaccante.

## Carriera

### Club
È alto 187 cm per 93 kg di peso. Ha esordito nella stagione 1990-1991 con l'AIK Stoccolma nell'Elitserien, collezionando 39 presenze e 1 gol. Dopo tre stagioni Sundblad nel 1993 passò nella American Hockey League con la maglia dei Saint John Flames, formazione affiliata ai Calgary Flames. Nel corso della stagione 1995-1996 esordì in National Hockey League disputando due incontri per i Flames.
Successivamente passò nella SM-Liiga in Finlandia con il TPS Turku, conquistando nel 1997 il titolo continentale dell'European Hockey League. Nel 1998 ritornò in patria con i Malmö Redhawks, squadra dell'Elitserien, mentre nel 2000 si trasferì in Germania della Deutsche Eishockey Liga. Nella stagione 2001-2002 vinse il titolo nazionale con la maglia dei Kölner Haie.
Dopo un altro anno trascorso al Malmö Sundblad ritornò in Germania conquistando il titolo della 2. Eishockey-Bundesliga e la promozione in DEL con i Füchse Duisburg. Nel 2006 approdò in Italia, con la maglia dell'Hockey Club Alleghe, dove raccolse in due stagioni 87 punti in 83 presenze.
Nella primavera del 2008 visse una breve esperienza in Giappone con i Nippon Paper Cranes, formazione della Asia League Ice Hockey. All'inizio della stagione 2008-09 tornò in Svezia giocando alcuni incontri con l'AIK prima di ritirarsi dall'attività agonistica.

### Nazionale
Sundblad disputò con la selezione svedese Under-18 due edizioni del campionato europeo, vincendo l'oro nell'edizione del 1990. Con la nazionale Under-20 conquistò invece due argenti nelle rassegne iridate del 1992 e del 1993. Vestì anche la maglia della nazionale maggiore conquistando un argento nel campionato mondiale del  1997.

### Allenatore
Dal 2009 fino al 2013 svolge il ruolo di assistente allenatore per i Kölner Haie. Nel 2013 entrò a far parte dello staff della nazionale tedesca, oltre a diventare capo allenatore dell'ERC Ingolstadt, squadra che portò al successo nella stagione 2013-14.

## Palmarès

### Giocatore

#### Club
- European Hockey League: 1

Turku: 1996-1997
- Campionato tedesco: 1

Colonia: 2001-2002
- 2. Eishockey-Bundesliga: 1

Duisburg: 2004-2005

#### Nazionale
- Campionato europeo di hockey su ghiaccio Under-18: 1

Svezia 1990

### Allenatore
- Campionato tedesco: 1

Ingolstadt: 2013-2014